# Viorel Mărginean
Viorel Mărginean (n. 12 decembrie 1933, Cenade, Alba, România – d. 28 februarie 2022, București, România) a fost un pictor român, membru de onoare al Academiei Române (din martie 2006).
Artistul plastic a îndeplinit funcția de ministru al culturii în Guvernul României în perioada 5 mai 1995 - 23 august 1996.

## Biografie

### Anii timpurii
Viorel Mărginean a fost al zecelea copil al brigadierului silvic Ilie Mărginean al Mitropoliei Blajului, care a îndeplinit și funcția de primar al localității în primii ani de după Marea Unire din 1918. Viitorul pictor și-a petrecut primii șapte ani din viață în satul natal (Cenade). Vorbind despre copilăria sa, pictorul povestea astfel: „M‑am născut în cantonul pădurarului, între doi munți printre care curge o vale (...). Probabil că stând pe aceste înălțimi m‑am învățat să văd lumea de sus“.

### Educație
A studiat la Școala Medie de Arte Plastice din Cluj și a absolvit apoi Institutul de Arte Plastice „Nicolae Grigorescu” din București (1959), la clasa prof. Ioan Marșic (1903-1975). Ulterior a studiat și în străinătate. A urmat cursuri în SUA, Franța și Anglia (1970), ca urmare a unei burse acordate de Departamentul de Stat al SUA, în Italia (1982), printr‑o bursă oferită de statul italian și din nou în SUA (1984).

### Anii maturității
Începând din 1962 este membru al Uniunii Artiștilor Plastici din România. A expus atât în țară, cât și în străinătate (SUA, Germania, Austria, Bulgaria, Franța, Italia, Spania), cele mai importante  expoziții personale având loc la Sala Dalles (1970), Palatul Palffy din Viena (1980), Palatul UNESCO de la Paris (1992), Accademia di Romania din Roma (1993), Muzeul Brukenthal din Sibiu (1996) și Muzeul Național de Artă al României (2004). La deschiderea Bienalei de la Paris din 1967, lucrările lui Viorel Mărginean au fost remarcate de celebrul omul de cultură francez Andre Malraux. Pictorul a primit numeroase premii și distincții, naționale și internaționale.
În decursul timpului, Viorel Mărginean a ocupat funcții importante în domeniul culturii: vicepreședinte al Uniunii Artiștilor Plastici (1978–1989), director al Muzeului Național de Artă al României (1993-1995) și ministru al culturii în guvernul Nicolae Văcăroiu (5 mai 1995 - 23 august 1996).
În semn de apreciere a activității sale, a fost ales ca membru al Academiei Europene de Științe, Arte și Litere din Paris (1981) și al Academiei Internaționale de Artă Modernă din Roma (1999), precum și ca membru de onoare al Academiei Române (2006).
Tablourile sale se află în muzee (printre care Muzeul Național de Artă din București sau Muzeul de Artă din Cluj‑Napoca) și în zeci de colecții particulare din țară și străinătate (Anglia, Australia, Bulgaria, Danemarca, Elveția, Germania, Grecia, Israel, Italia, Japonia sau SUA).
În cadrul unei dezbateri desfășurate la sediul Fundației Naționale pentru Știință și Artă în anul 2004 și la care au mai participat oameni de cultură ca acad. prof. dr. Eugen Simion (președintele Academiei Române), acad. prof. dr. Răzvan Theodorescu (ministrul culturii și cultelor), prof. dr. Daniel Dăianu (fost ministru al finanțelor), prof. dr. Adrian Iorgulescu (președintele Uniunii Compozitorilor și Muzicologilor din România (UCMR) și ulterior ministru al culturii) și prof. dr. Dan Horia Mazilu, pictorul Viorel Mărginean a propus un program național pe 200 de ani pentru amenajarea urbanistică a Bucureștiului.

## Distincții
În 1966 a primit premiul pentru pictură al UAP.
- Ordinul „Meritul Cultural” clasa a IV-a (1968) „pentru activitate deosebită în domeniul artelor plastice”[9]
- Ordinul „Meritul Cultural” clasa a II-a (21 august 1979) „pentru contribuția deosebită adusă la înfăptuirea politicii Partidului Comunist Român de făurire a societății socialiste multilateral dezvoltate în patria noastră, cu prilejul celei de-a 35-a aniversări a revoluției de eliberare socială și națională, antifascistă și antiimperialistă”[10]